# Лакътна артерия
Лакътната артерия (на латински: arteria ulnaris) минава дълбоко всред мускулите на предната страна на предмишницата, върви успоредно на лакътната кост, а накрая излиза по-повърхностно.
От лакътната артерия се отделят следните клончета:
- в самото ѝ начало се отделят няколко клончета за лакътната става, които влизат в състава на ставната артериална мрежа.
- междукостна артерия, която от своя страна се разделя на два подклона:
  - предна междукостна артерия – заляга по предната повърхност на междукостната мембрана.
  - задна междукостна артерия – навлиза всред мускулите по тръбната страна на предмишницата.
- мускулни клончета и клончета за гривнената става.
- в областта на ръката от нея се отделя клонче, което навлиза дълбоко под сухожилията на сгъвачите на пръстите, където се съединява с лъчевата артерия.
- от изпъкналата страна на повърхностната дланна дъга се отделят клонове, които отиват във всяко междупръстно пространство. До основата на пръстите всеки от тях се разклонява и клончетата отиват по ръбовете на пръстите.